# Jacqueline Joubert
Jacqueline Joubert (* 29. März 1921 in Paris als Jacqueline Annette Édith Pierre; † 8. Januar 2005 in Neuilly-sur-Seine) war eine französische Fernsehmoderatorin.

## Leben und Wirken
In den 1950er Jahren war sie Programmsprecherin im französischen Fernsehprogramm. 1959 und 1961 moderierte sie den Grand Prix Eurovision de la Chanson, der dort jeweils in Cannes stattfand. Neben ihrer Moderation von Musiksendungen wurde sie ab 1966 auch als Fernsehproduzentin tätig. In den 1970er bis 1980er Jahren war sie Programmchefin in den Bereichen Jugend und Musik des Senders Antenne 2.
Joubert war bis 1960 mit dem Fernseh- und Radiomoderator Georges de Caunes verheiratet. Dieser Ehe entstammt der TV-Moderator Antoine de Caunes.